# プリッツィ
プリッツィ（イタリア語: Prizzi）は、イタリア共和国シチリア自治州パレルモ県にある、人口約4,600人の基礎自治体（コムーネ）。

## 地理

### 位置・広がり
パレルモ県のコムーネ。県都パレルモから南へ44kmの距離にある。

#### 隣接コムーネ
隣接するコムーネは以下の通り。
- カンポフェリーチェ・ディ・フィターリア
- カストロノーヴォ・ディ・シチーリア
- コルレオーネ
- レルカーラ・フリッディ
- パラッツォ・アドリアーノ
- ヴィーカリ